# Буххорст
Буххорст (нем. Buchhorst) — община в Германии, в земле Шлезвиг-Гольштейн. 
Входит в состав района Герцогство Лауэнбург. Подчиняется управлению Лютау.  Население составляет 162 человека (на 31 декабря 2010 года). Занимает площадь 5,19 км².